# Moon Dailly
Moon Dailly es una actriz franco-estadounidense, más conocida por interpretar a Lucy Tran en la serie Commissaire Magellan.

## Biografía
Es hija de padre estadounidense y de madre camboyana; habla francés e inglés.

## Carrera
Ha prestado su voz para varias películas de animación y videojuegos.
En 2011 se unió al elenco de la serie Commissaire Magellan, donde interpreta a la teniente Lucy Tran hasta ahora. En 2012 apareció como invitada en un episodio de la serie Transporter: The Series, donde interpretó a Trina. En 2013 se unió al elenco de la primera temporada de la serie Crossing Lines, donde interpretó a la detective Anne-Marie San hasta el final de la temporada.

## Filmografía
Series de televisión
| Año         | Título                  | Personaje                | Notas                              |
| ----------- | ----------------------- | ------------------------ | ---------------------------------- |
| 2011 - 2013 | Commissaire Magellan    | Tte. Lucy Tran           | 8 episodios                        |
| 2013        | Crossing Lines          | Det. Sgt. Anne-Marie San | 10 episodios                       |
| 2012        | Transporter: The Series | Trina                    | episodio "Trojan Horsepower"       |
| 2010        | Les virtuoses           | Moon Forest              | episodio "Les blanchisseurs"       |
| 2009        | Suite noire             | Marilene                 | episodio "Vitrage à la corde"      |
| 2008        | Duval et Moretti        | Lel                      | episodio "La nouvelle coéquipière" |
| 2008        | Le tuteur               | Lucie                    | episodio "Le clandestin"           |
| 2008        | Cinq soeurs             | Han May                  | -                                  |
| 2006        | Commissaire Cordier     | Julie                    | episodio "Haute sécurité"          |
| 2006        | Le juge est une femme   | Camarera                 | episodio "À coeur perdu"           |
| 2006        | Léa Parker              | Tyana                    | episodio "Chinatown"               |

Películas
| Año  | Título                       | Personaje                   | Notas                                                                                              |
| ---- | ---------------------------- | --------------------------- | -------------------------------------------------------------------------------------------------- |
| 2012 | Les fauver                   | Vero                        | junto a Karl E. Landler, Adina Cartianu, Mark Grosy & Corrado Invernizzi                           |
| 2012 | La vérité si je mens! 3      | -                           | junto a Bruno Solo, Vincent Elbaz, Gilbert Melki, Aure Atika & Amira Casar                         |
| 2011 | On ne choisit pas sa famille | Azafata del Avión Tailandés | junto a Christian Clavier, Jean Reno, Muriel Robin & Héléna Noguerra                               |
| 2011 | The Prodigies                | Melanie Killian             | junto a Jeffrey Evan Thomas, Lauren Ashley Carter, Laurent Demianoff, Alex Martin & Nilton Martins |
| 2010 | L'autre monde                | Sam                         | junto a Grégoire Leprince-Ringuet, Louise Bourgoin, Melvil Poupaud, Pauline Etienne & Pierre Niney |
| 2009 | Beauté fatale                | Alexandra Baldi             | junto a Claire Keim, Stéphane Freiss, Éric Caravaca, Pauline Serieys & Nicole Croisille            |
| 2009 | Le coach                     | Intérprete                  | junto a Jean-Paul Rouve, Richard Berry, Anne Marivin & Mélanie Bernier                             |
| 2009 | OSS 117: Rio ne répond plus  | Condesa                     | junto a Jean Dujardin, Louise Monot, Rüdiger Vogler & Alex Lutz                                    |
| 2006 | The Green Hornet             | Periodista                  | corto - junto a Emmanuel Lanzi, Patrick Vo, Michaël Troude & Alain Figlarz                         |
| 2005 | Minuit 14                    | Opium                       | corto - junto a Caroline Demangel                                                                  |
| 2004 | Hautement populaire          | -                           | corto - junto a Chrystelle Barrère, Laurent Battist, Yves Belluardo & Jean-Édouard Bodziak         |

Videojuegos
| Año  | Título                              | Personaje | Notas                           |
| ---- | ----------------------------------- | --------- | ------------------------------- |
| 2006 | Dark Messiah of Might and Magic     | Xana      | prestó su voz para el personaje |
| 2005 | Getting Up: Contents Under Pressure | Tina      | prestó su voz para el personaje |